# Dale Tallon
Michael Lee „Dale“ Tallon (* 19. Oktober 1950 in Rouyn-Noranda, Québec) ist ein ehemaliger kanadischer Eishockeyspieler und -funktionär, der im Verlauf seiner aktiven Karriere zwischen 1967 und 1980 unter anderem 675 Spiele für die Vancouver Canucks, Chicago Black Hawks und Pittsburgh Penguins in der National Hockey League (NHL) auf der Position des Verteidigers bestritten hat. Zuletzt fungierte Tallon, der zweimal am NHL All-Star Game teilnahm, von 2017 bis 2020 als General Manager bei den Florida Panthers in der NHL, nachdem er zuvor in gleicher Funktion bereits bei den Chicago Blackhawks tätig gewesen war.

## Karriere als Spieler
Dale Tellon begann seine Karriere als Eishockeyspieler in der Saison 1967/68 bei den Oshawa Generals aus der Ontario Hockey Association. Von 1968 bis 1970 spielte der Kanadier zwei Jahre lang für den Ligarivalen Toronto Marlboros. Während des NHL Amateur Draft 1970 wurde er als insgesamt zweiter Spieler hinter Gilbert Perreault von den Vancouver Canucks ausgewählt, für die er die nächsten drei Jahre in der National Hockey League spielte. Am 14. Mai 1973 wurde der Verteidiger im Tausch für Jerry Korab und Gary Smith an die Chicago Black Hawks abgegeben. In Chicago spielte Tallon insgesamt fünf Jahre lang und absolvierte auch sieben Spiele in der Central Hockey League für die Dallas Black Hawks, das damalige Farmteam Chicagos. Am 9. Oktober 1978 wurde Tallon im Tausch gegen ein Zweitrunden-Wahlrecht an die Pittsburgh Penguins abgegeben, für die er weitere zwei Jahre in der NHL aktiv war. In seiner letzten Profisaison absolvierte Tallon des Weiteren sechs Partien für die Syracuse Firebirds aus der American Hockey League. Anschließend beendete er seine aktive Karriere.
Für die Summit Series 1972 wurde Tallon in den Kader der kanadischen Nationalmannschaft berufen, allerdings in keiner Begegnung eingesetzt.

## Karriere als General Manager
Nach seinem Karriereende arbeitete Tallon insgesamt 16 Jahre lang als TV- und Radio-Kommentator bei Spielen der Chicago Blackhawks. Zuletzt arbeitete er in der Saison 2002/03 in dieser Position. Von 1998 bis 2002 war Tallon Sportdirektor bei den Blackhawks und erhielt am 5. November 2003 das Amt als Assistenz-General Manager unter Bob Pulford, dessen Posten er am 21. Juni 2005 übernahm.
Dale Tallon wurde am 17. Mai 2010 zum General Manager der Florida Panthers ernannt und ersetzte damit Randy Sexton in diesem Amt. Nach sechs Jahren wurde er im Mai 2016 zum President of Hockey Operations ernannt, wobei sein bisheriger Assistent Tom Rowe als General Manager übernahm. Nach einer Saison jedoch, in der Rowe Cheftrainer Gerard Gallant entließ und selbst als Interims-Trainer fungierte, kehrte Tallon im April 2017 als General Manager des Teams zurück. Diese Funktion hatte er bis Ende der Spielzeit 2019/20 inne, als man in gegenseitigem Einvernehmen den auslaufenden Vertrag des Kanadiers nicht verlängerte.

## Erfolge und Auszeichnungen
- 1971 Teilnahme am NHL All-Star Game
- 1972 Teilnahme am NHL All-Star Game

## Karrierestatistik
(Legende zur Spielerstatistik: Sp oder GP = absolvierte Spiele; T oder G = erzielte Tore; V oder A = erzielte Assists; Pkt oder Pts = erzielte Scorerpunkte; SM oder PIM = erhaltene Strafminuten; +/− = Plus/Minus-Bilanz; PP = erzielte Überzahltore; SH = erzielte Unterzahltore; GW = erzielte Siegtore; 1 Play-downs/Relegation; Kursiv: Statistik nicht vollständig)